# حق الزوج في الإسلام
- الحَقّ لغة:  الحَقّ - حَقّ: النّصيب الواجب للفرد أو الجماعة. والجمع: حُقوق، وحِقاق. وحقوق الله: ما يجب علينا لَهُ. وحقوقُ الدّار: مَرَافِقُها.المعجم الوسيط[1]
- الزَّوْجُ لغة الزَّوْجُ - زَوْجُ:: كل واحد معه آخر من جنسه. الشكلُ يكون له نقيضٌ كالرَّطْب واليابس، والذكر والأَنثى. و الزَّوْجُ بَعلُ المرأة.

وفي التنزيل العزيز: سورة هود آية 40 (قُلْنَا احْمِلْ فِيهَا مِنْ كُلِّ زوْجَيْنِ اثْنَيْن). المعجم الوسيط

حَق الزَّوْجُ اصطلاحاً:
هو مصطلح يدل على حقوق الزوج على زوجته في الإسلام وحقوق الزوج على الزوجة من أعظم الحقوق، بل إن حقه عليها أعظم من حقها عليه لقول الله تعالى: ﴿وَالْمُطَلَّقَاتُ يَتَرَبَّصْنَ بِأَنْفُسِهِنَّ ثَلَاثَةَ قُرُوءٍ وَلَا يَحِلُّ لَهُنَّ أَنْ يَكْتُمْنَ مَا خَلَقَ اللَّهُ فِي أَرْحَامِهِنَّ إِنْ كُنَّ يُؤْمِنَّ بِاللَّهِ وَالْيَوْمِ الْآخِرِ وَبُعُولَتُهُنَّ أَحَقُّ بِرَدِّهِنَّ فِي ذَلِكَ إِنْ أَرَادُوا إِصْلَاحًا وَلَهُنَّ مِثْلُ الَّذِي عَلَيْهِنَّ بِالْمَعْرُوفِ وَلِلرِّجَالِ عَلَيْهِنَّ دَرَجَةٌ وَاللَّهُ عَزِيزٌ حَكِيمٌ ۝٢٢٨﴾ سورة البقرة
- قال الجصاص : أخبر الله تعالى في هذه الآية أن لكل واحد من الزوجين على صاحبه حقا، وأن الزوج مختص بحق له عليها ليس لها عليه.
- وقال ابن العربي : هذا نص في أنه مفضل عليها مقدم في حقوق النكاح فوقها.

## حقوق الزوج
وحقوق الزوج على الزوجة منها:
- قال الجصاص: أخبر الله تعالى في هذه الآية أن لكل واحد من الزوجين على صاحبه حقا، وأن الزوج مختص بحق له عليها ليس لها عليه.
- وقال ابن العربي: هذا نص في أنه مفضل عليها مقدم في حقوق النكاح فوقها.[4]

### 1 - وجوب الطاعة في غير معصية لله
جعل الله الرجل قوَّاماً على المرأة بالأمر والتوجيه والرعاية، كما يقوم الولاة على الرعية، بما خصه الله به الرجل من خصائص جسمية وعقلية، وبما أوجب عليه من واجبات مالية، قال تعالى:
﴿الرِّجَالُ قَوَّامُونَ عَلَى النِّسَاءِ بِمَا فَضَّلَ اللَّهُ بَعْضَهُمْ عَلَى بَعْضٍ وَبِمَا أَنْفَقُوا مِنْ أَمْوَالِهِمْ فَالصَّالِحَاتُ قَانِتَاتٌ حَافِظَاتٌ لِلْغَيْبِ بِمَا حَفِظَ اللَّهُ وَاللَّاتِي تَخَافُونَ نُشُوزَهُنَّ فَعِظُوهُنَّ وَاهْجُرُوهُنَّ فِي الْمَضَاجِعِ وَاضْرِبُوهُنَّ فَإِنْ أَطَعْنَكُمْ فَلَا تَبْغُوا عَلَيْهِنَّ سَبِيلًا إِنَّ اللَّهَ كَانَ عَلِيًّا كَبِيرًا ۝٣٤﴾ سورة النساء
- قال ابن كثير: وقال علي بن أبي طلحة عن ابن عباس { الرجال قوامون على النساء } يعني: أمراء عليهن، أي: تطيعه فيما أمرها الله به من طاعته، وطاعته أن تكون محسنة لأهله حافظة لماله.
- وكذا قال مقاتل والسدي والضحاك. «تفسير ابن كثير» (1 / 492).[5]

### 2 - تمكين الزوج من الاستمتاع
- مِن حق الزوج على زوجته تمكينه من الاستمتاع، فإذا تزوج امرأة وكانت أهلا للجماع وجب تسليم نفسها إليه بالعقد إذا طلب، وذلك أن يسلمها مهرها المعجل وتمهل مدة حسب العادة لإصلاح أمرها كاليومين والثلاثة إذا طلبت ذلك لأنه من حاجتها، ولأن ذلك يسير جرت العادة بمثله.
- وإذا امتنعت الزوجة من إجابة زوجها في الجماع وقعت في المحذور وارتكبت كبيرة، إلا أن تكون معذورة بعذر شرعي كالحيض وصوم الفرض والمرض وما شابه ذلك.
- عن أبي هريرة رضي الله عنه قال: قال رسول الله ﷺ : «إذا دعا الرجل امرأته إلى فراشه فأبت فبات غضبان عليها لعنتها الملائكة حتى تصبح» رواه البخاري (3065) ومسلم (1436).[5]

### 3 - عدم الإذن لمن يكره الزوج دخوله
ومن حق الزوج على زوجته ألا تدخل بيته أحدا يكرهه.
- عن أبي هريرة رضي الله عنه أن رسول الله ﷺ قال: «لا يحل للمرأة أن تصوم وزوجها شاهد إلا بإذنه، ولا تأذن في بيته إلا بإذنه..». رواه البخاري (4899) ومسلم (1026).
- وعن سليمان بن عمرو بن الأحوص حدثني أبي أنه شهد حجة الوداع مع رسول الله ﷺ فحمد الله وأثنى عليه وذكر ووعظ ثم قال: استوصوا بالنساء خيرا فإنهن عندكم عوانٍ ليس تملكون منهن شيئا غير ذلك إلا أن يأتين بفاحشة مبينة فإن فعلن فاهجروهن في المضاجع واضربوهن ضربا غير مبرح فإن أطعنكم فلا تبغوا عليهن سبيلا إن لكم من نسائكم حقا ولنسائكم عليكم حقا فأما حقكم على نسائكم فلا يوطئن فرشكم من تكرهون ولا يأذن في بيوتكم لمن تكرهون ألا وحقهن عليكم أن تحسنوا إليهن في كسوتهن وطعامهن.

رواه الترمذي (1163) وقال: هذا حديث حسن صحيح، وابن ماجه (1851).
- وعن جابر قال: قال ﷺ : «فاتقوا الله في النساء فإنكم أخذتموهن بأمان الله واستحللتم فروجهن بكلمة الله ولكم عليهن أن لا يوطئن فرشكم أحدا تكرهونه فإن فعلن ذلك فاضربوهن ضربا غير مبرح ولهن عليكم رزقهن وكسوتهن بالمعروف». رواه مسلم (1218).[6]

### 4 - عدم الخروج من البيت إلا بإذن الزوج
من حق الزوج على زوجته ألا تخرج من البيت إلا بإذنه.
- وقال الشافعية والحنابلة: ليس لها الخروج لعيادة أبيها المريض إلا بإذن الزوج، وله منعها من ذلك.. ؛ لأن طاعة الزوج واجبة، فلا يجوز ترك الواجب بما ليس بواجب.

### 5 - التأديب
للزوج تأديب زوجته عند عصيانها أمره بالمعروف لا بالمعصية؛ لأن الله تعالى أمر بتأديب النساء بالهجر والضرب عند عدم طاعتهن.
- وقد ذكر الحنفية أربعة مواضع يجوز فيها للزوج تأديب زوجته بالضرب، منها: ترك الزينة إذا أراد الزينة، ومنها: ترك الإجابة إذا دعاها إلى الفراش وهي طاهرة، ومنها: ترك الصلاة، ومنها: الخروج من البيت بغير إذنه.
- الأدلة على جواز التأديب
- قوله تعالى: ﴿الرِّجَالُ قَوَّامُونَ عَلَى النِّسَاءِ بِمَا فَضَّلَ اللَّهُ بَعْضَهُمْ عَلَى بَعْضٍ وَبِمَا أَنْفَقُوا مِنْ أَمْوَالِهِمْ فَالصَّالِحَاتُ قَانِتَاتٌ حَافِظَاتٌ لِلْغَيْبِ بِمَا حَفِظَ اللَّهُ وَاللَّاتِي تَخَافُونَ نُشُوزَهُنَّ فَعِظُوهُنَّ وَاهْجُرُوهُنَّ فِي الْمَضَاجِعِ وَاضْرِبُوهُنَّ فَإِنْ أَطَعْنَكُمْ فَلَا تَبْغُوا عَلَيْهِنَّ سَبِيلًا إِنَّ اللَّهَ كَانَ عَلِيًّا كَبِيرًا ۝٣٤﴾ سورة النساء
- وقوله تعالى: ﴿يَا أَيُّهَا الَّذِينَ آمَنُوا قُوا أَنْفُسَكُمْ وَأَهْلِيكُمْ نَارًا وَقُودُهَا النَّاسُ وَالْحِجَارَةُ عَلَيْهَا مَلَائِكَةٌ غِلَاظٌ شِدَادٌ لَا يَعْصُونَ اللَّهَ مَا أَمَرَهُمْ وَيَفْعَلُونَ مَا يُؤْمَرُونَ ۝٦﴾ سورة التحريم
- قال ابن كثير:

وقال قتادة: تأمرهم بطاعة الله، وتنهاهم عن معصية الله، وأن تقوم عليهم بأمر الله، وتأمرهم به، وتساعدهم عليه، فإذا رأيتَ لله معصية قذعتهم عنها (كففتهم)، وزجرتهم عنها.
- وهكذا قال الضحاك ومقاتل: حق المسلم أن يعلم أهله من قرابته وإمائه وعبيده ما فرض الله عليهم وما نهاهم الله عنه.

«تفسير ابن كثير» (4 / 392).

### 6- خدمة الزوجة لزوجها
- قال شيخ الإسلام ابن تيمية: وتجب خدمة زوجها بالمعروف من مثلها لمثله ويتنوع ذلك بتنوع الأحوال فخدمة البدوية ليست كخدمة القروية وخدمة القوية ليست كخدمة الضعيفة. «الفتاوى الكبرى» (4 / 561).

لا يمكن منح حق التعديل

### 7- معاشرة الزوجة لزوجها بالمعروف
وذلك لقوله تعالى: ﴿يَا أَيُّهَا الَّذِينَ آمَنُوا قُوا أَنْفُسَكُمْ وَأَهْلِيكُمْ نَارًا وَقُودُهَا النَّاسُ وَالْحِجَارَةُ عَلَيْهَا مَلَائِكَةٌ غِلَاظٌ شِدَادٌ لَا يَعْصُونَ اللَّهَ مَا أَمَرَهُمْ وَيَفْعَلُونَ مَا يُؤْمَرُونَ ۝٦﴾ سورة التحريم.

### 9- أن تحفظ أسراره
ولا تفضحه ولا تكثر التشكي عند أهلها أو أهله إذا ضاق عليها الحال وتعسرة المعيشة وأسبابها: إن من أهم الحقوق الزوجية التي يجب على الزوجة عدم التفريط فيها:
- حفظ جميع أسرار الزوج التي تعلمها، فلا تفشئ منها شيئاً ولا تخبر بها أحداً حتى ولو كان من أبويها أو من أقاربها أو من أقارب زوجها.
- ولا تكثر عند أهلها أو أهله التشكي عن أحوالهما المعيشية إذا ضاقت أو تعسرت أسبابها أو قصر في الإنفاق لقلة دخله المادي، لأن المرأة هي سكن الزوج ولباس له، وصندوق أسراره ومستشاره الخاص في العديد من الأمور التي يخفيها على جميع البشر،

قال تعالى:﴿أُحِلَّ لَكُمْ لَيْلَةَ الصِّيَامِ الرَّفَثُ إِلَى نِسَائِكُمْ هُنَّ لِبَاسٌ لَكُمْ وَأَنْتُمْ لِبَاسٌ لَهُنَّ عَلِمَ اللَّهُ أَنَّكُمْ كُنْتُمْ تَخْتَانُونَ أَنْفُسَكُمْ فَتَابَ عَلَيْكُمْ وَعَفَا عَنْكُمْ فَالْآنَ بَاشِرُوهُنَّ وَابْتَغُوا مَا كَتَبَ اللَّهُ لَكُمْ وَكُلُوا وَاشْرَبُوا حَتَّى يَتَبَيَّنَ لَكُمُ الْخَيْطُ الْأَبْيَضُ مِنَ الْخَيْطِ الْأَسْوَدِ مِنَ الْفَجْرِ ثُمَّ أَتِمُّوا الصِّيَامَ إِلَى اللَّيْلِ وَلَا تُبَاشِرُوهُنَّ وَأَنْتُمْ عَاكِفُونَ فِي الْمَسَاجِدِ تِلْكَ حُدُودُ اللَّهِ فَلَا تَقْرَبُوهَا كَذَلِكَ يُبَيِّنُ اللَّهُ آيَاتِهِ لِلنَّاسِ لَعَلَّهُمْ يَتَّقُونَ ۝١٨٧﴾ سورة البقرة، وهي شريكة حياته خلقها له المولى عزوجل من نفسه لتعيش معه على الحلوة والمرة قال تعالى: ﴿وَمِنْ آيَاتِهِ أَنْ خَلَقَ لَكُمْ مِنْ أَنْفُسِكُمْ أَزْوَاجًا لِتَسْكُنُوا إِلَيْهَا وَجَعَلَ بَيْنَكُمْ مَوَدَّةً وَرَحْمَةً إِنَّ فِي ذَلِكَ لَآيَاتٍ لِقَوْمٍ يَتَفَكَّرُونَ ۝٢١﴾ سورة الروم

## مقالات ذات صلة
| - القرآن الكريم - الإسلام - أركان الإسلام - التوحيد - محمد بن عبد الله - دراسات إسلامية 1. 2. 3. 4. 5. 6. 7. - الفتاوى الإسلامية. - دليل المواقع الإسلامية المتكامل. - الشبكة الإسلامية. - موقع الإسلام موقع متعدد اللغات. - الموسوعة الحديثية الإلكترونية - http://islamstory.com/ar |